# 古拉姆·奧斯曼·樣磨
古拉姆·奧斯曼·樣磨（ 維吾爾語： غۇلام ئوسمان يىممو） 維吾爾政治難民（生於 1956 年）東突厥斯坦流亡政府第4任總統，現居住加拿大多倫多
古拉姆·奧斯曼出生於新疆。 維吾爾族作家、詩人、政治家、革命家與資深獨立領袖。他於1996年離開中國，從事東突厥斯坦獨立運動 。2002年移民加拿大。   2004年加入東突厥斯坦流亡政府。
2019年11月11日， 在第八屆東突厥斯坦流亡政府大會上古拉曼·奧斯曼當選東突厥斯坦流亡政府的第4任總統，2023年11月12日任滿卸任。
2020年7月，該政府向國際刑事法院遞交了一份關於中共對中國西北地區數百萬突厥裔人民實施種族滅絕和反人類罪的指控。 古拉姆·奧斯曼·樣磨在華盛頓特區接受在線採訪，請求國際刑事法院「介入，救救我們」。